# Ciglane

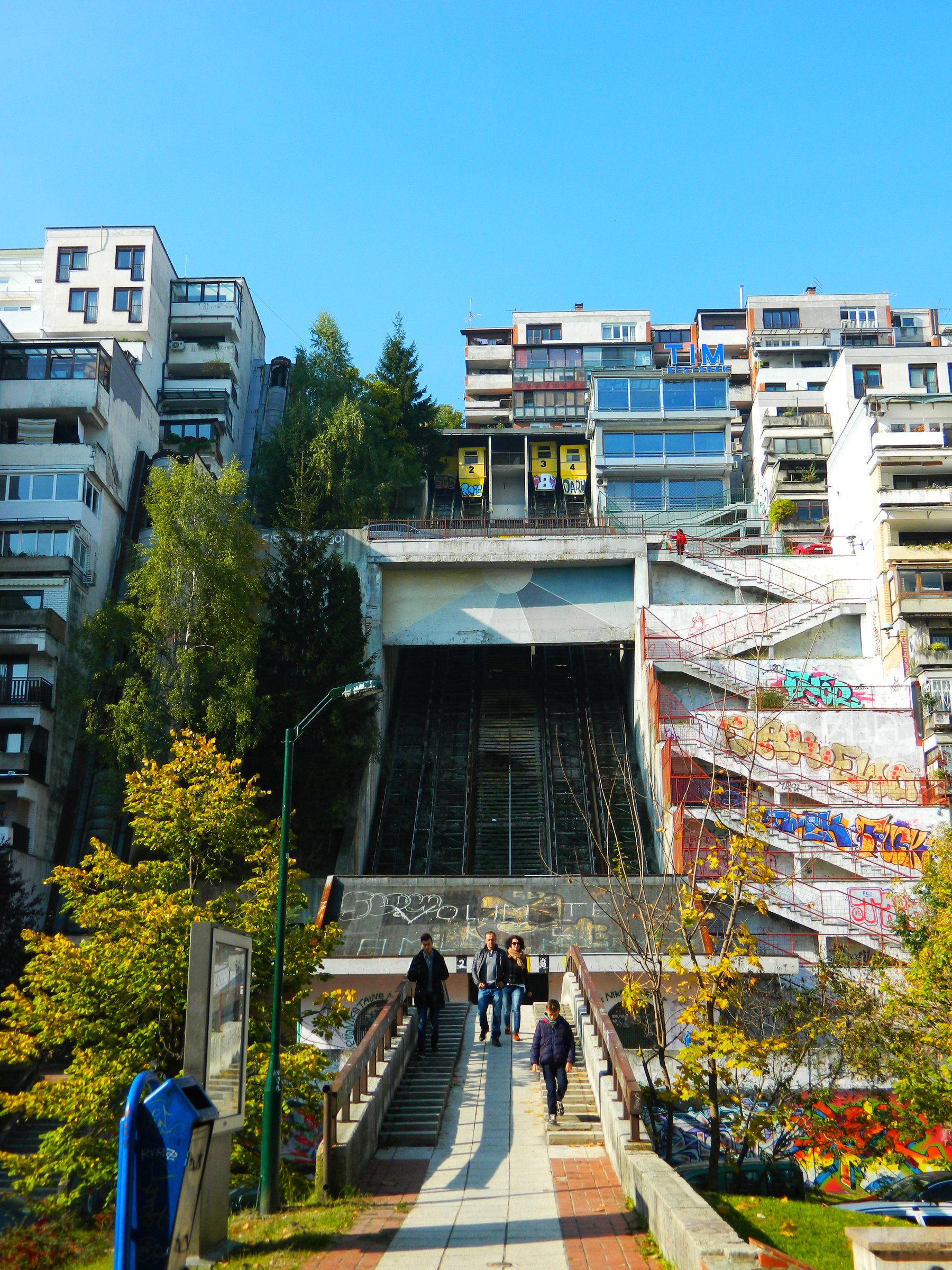
Lanovka v centrální části areálu.

Ciglane (v srbské cyrilici Циглане, česky doslova cihelny) jsou jednou z místních částí města Sarajeva, metropole Bosny a Hercegoviny. Nacházejí se v blízkosti Koševa, severozápadně od centra města, západně od ulice Alipašina. Zástavba se nachází na východním svahu a do značné míry ji tvoří typizované domy, které byly zbudovány v dobách existence socialistické Jugoslávie. Domovem je pro 5000 lidí.
V nejhustěji zastavěné části čtvrti se domy nacházejí ve třech řadách a jsou spojeny lanovou dráhou/šikmým výtahem.
Místní část administrativně spadá pod općinu Centar.
Místo získalo svůj název podle bývalé cihelny, které se zde nacházela až do roku 1973. Celou čtvrť nechal navrhnout chorvatský architekt/urbanista Radovan Delalle v roce 1965. Výstavba domů zde probíhala v souvislosti s přípravou zimních olympijských her.[zdroj?] Poté ve zdejších kvalitních bytech bydleli představitelé republikové elity a vojáci JLA. I v současné době se jedná o populární místo k bydlení.
Pod Ciglanami je veden tunel městského okruhu; z východní strany však silniční estakáda nebyla nikdy dokončena.